# Pinus roxburghii
Il pino dell'Himalaya (Pinus roxburghii Sarg., 1897) è una pianta arborea della famiglia delle Pinaceae, originaria della regione himalayana.
L'epiteto specifico è un omaggio al botanico scozzese William Roxburgh (1759-1819).

## Descrizione
È un albero alto sino a 55 m, con un fusto di oltre 1 m di diametro ricoperto da una spessa corteccia di colore rosso brunastro, frammentata da numerose e profonde fessure longitudinali.
Gli aghi, disposti principalmente alla estremità dei rami, sono raggruppati in fascetti di 3 e sono lunghi 20-30 cm, con una guaina persistente di 2-3 cm alla base.
Gli strobili femminili sono di forma ovoidale, lunghi 10-20 cm e larghi 6-9 cm.
I semi sono lunghi 8-12 mm e raggiungono la maturità tra ottobre e novembre.

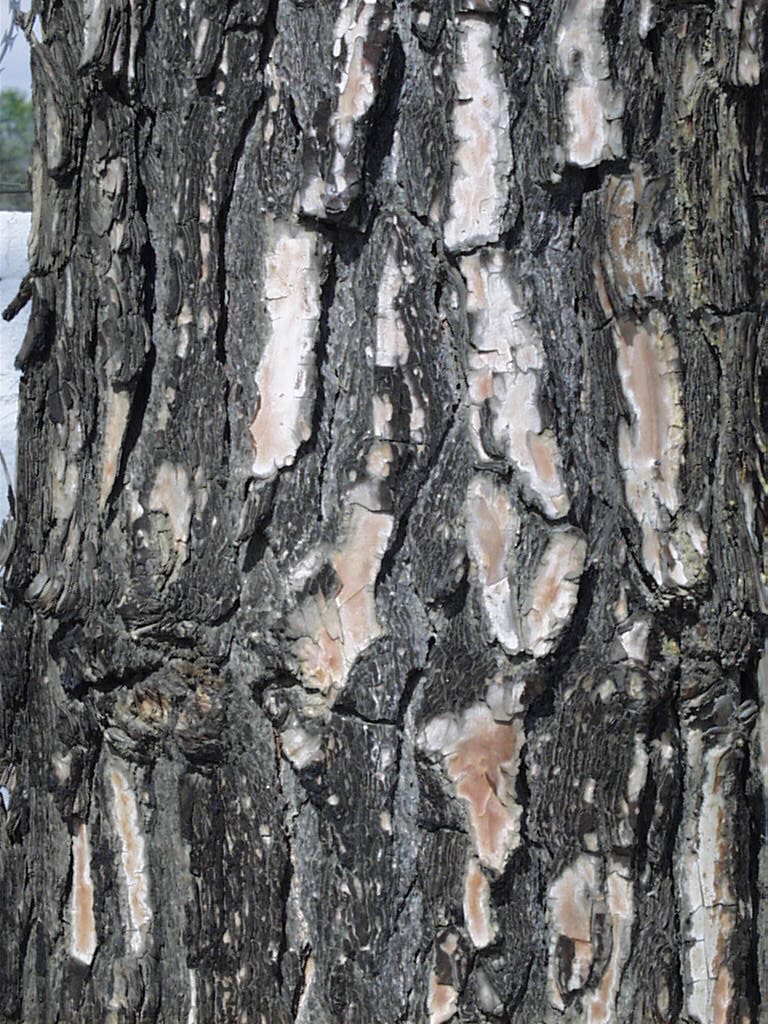
Corteccia
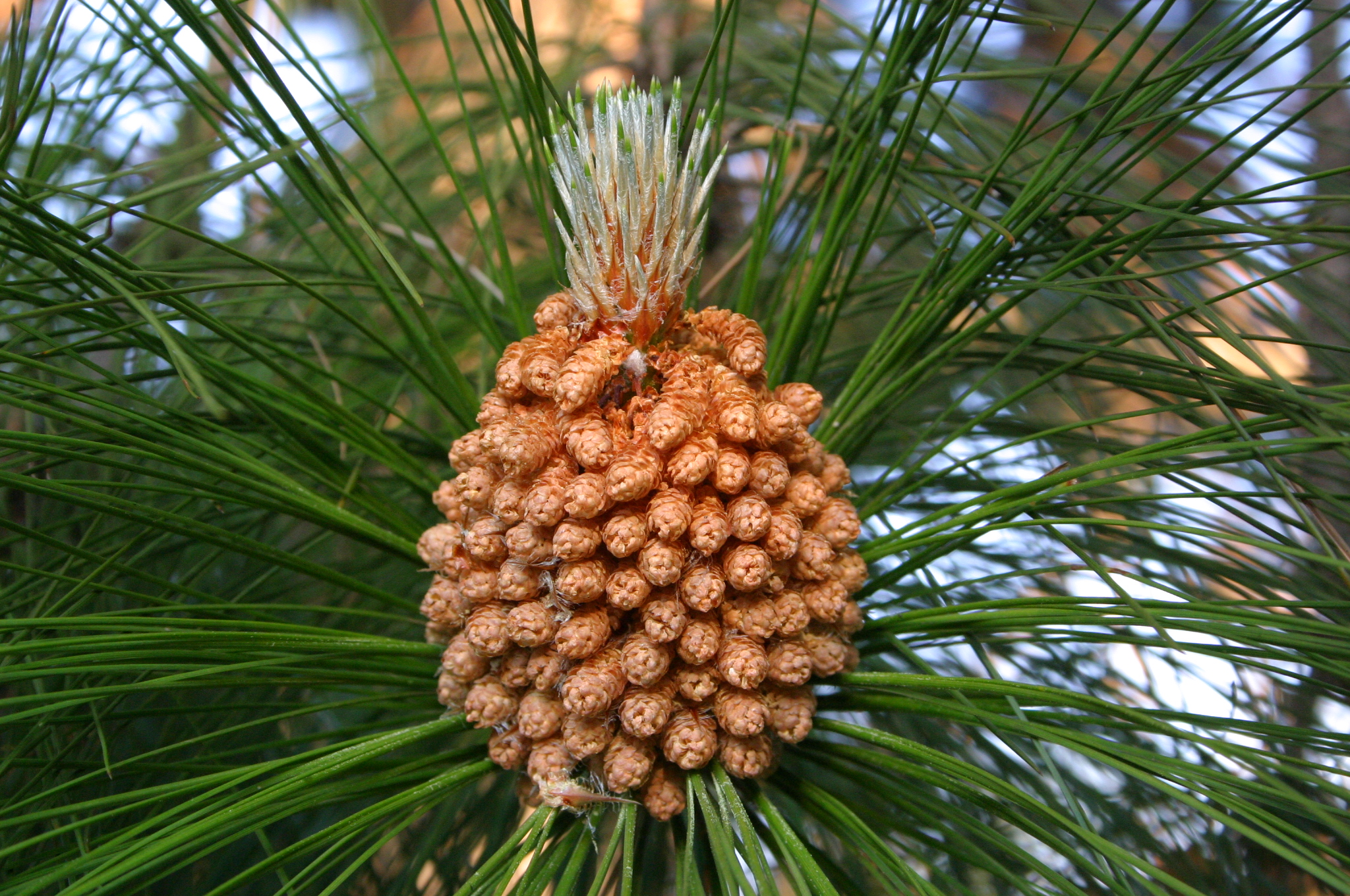
Coni maschili
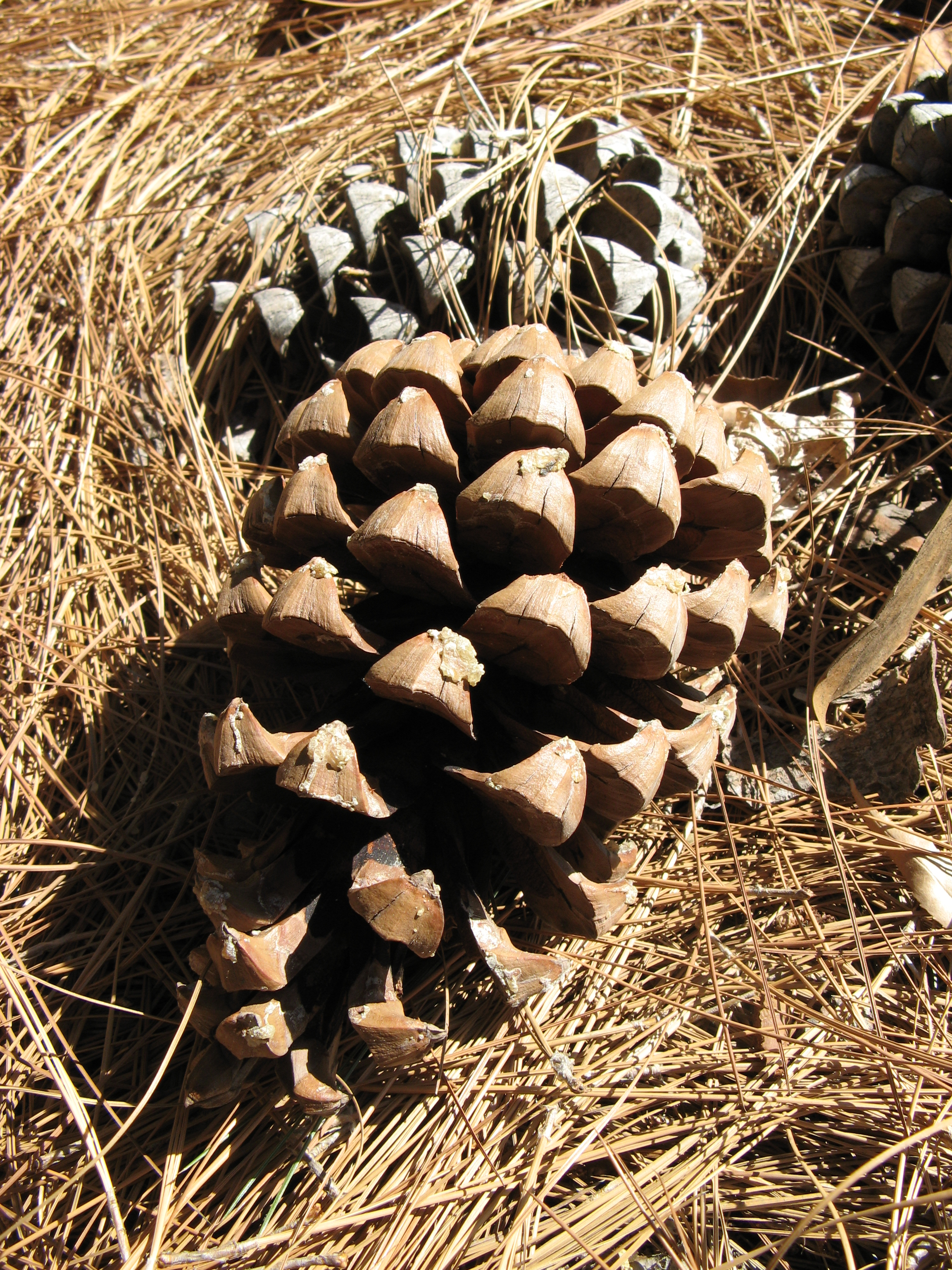
Coni femminili

## Distribuzione e habitat
Vegeta spontaneamente lungo la dorsale himalayana, dal Pakistan e dall'India settentrionale (Assam, Himachal Pradesh, Jammu e Kashmir, Ladakh, Sikkim, Uttar Pradesh), attraverso Nepal e Bhutan sino alla Cina (Tibet), ad altitudini comprese tra 400 m e 2.300 m.
In Italia è stato introdotto come pianta ornamentale ed è presente con alcuni maestosi esemplari.
È curiosamente molto simile al Pinus canariensis delle isole Canarie, con il quale ibrida spontaneamente, forse retaggio di uno stesso habitat nel periodo pregiurassico.